# Рику Онда
Рику Онда (яп. 恩田 陸 онда рику, род. 1964 года в Сендае) — японская писательница. Настоящее имя — Нанаэ Кумагаи (яп. 熊谷 奈苗 кумагаи нанаэ). Лауреат премии Ёсикавы Эйдзи, премии книготорговцев Японии, премии Японской детективной ассоциации за лучший роман, премии Ямамото Сюгоро и премии Наоки. Несколько произведений были экранизированы.

## Биография
Нанаэ Кумагаи родилась в 1964 году в Аомори, но выросла в Сендае. Окончила Университет Васэда в 1987 году и несколько лет работала в офисе, но в 1991 году, бросила работу, чтобы попробовать написать роман после прочтения романа Кэнъити Сакэми «Kōkyū shōsetsu».
Дебютировала в литературе в 1992 году с романом «Рокубаммэ-но Саёко» (六番目の小夜子), который был экранизирован в 2000 году. Затем последовали другие романы и экранизации, включая роман 1999 года «Мокуё-кумикёку» (木曜組曲), который был экранизирован в 2002 году, и роман 2000 года «Нэбарандо» (ネバーランド), который был экранизирован в 2001 году с Цубасой Имаи в главной роли.
В 2005 году Онда получила 26-ю премию Ёсикавы Эйдзи и Japan Booksellers' Award за роман «Ёру-но пикуникку» (夜のピクニック), повествующий о двух сводных братьях и сёстрах, участвующих в ежегодном школьном походе. «Ёру-но пикуникку» был экранизиирован в виде одноимённого фильма, режиссёром которого выступил Масахико Нагасава, а главную роль сыграла Микако Табэ. После того как в 2005 году Онда была номинирована на 58-ю премию Японской детективной ассоциации за книгу Q&A, в 2006 году она получила 59-ю премию Японской детективной ассоциации за лучший роман за «Юдзиния» (ユージニア, «Дом с синей комнатой»). В следующем году она получила 20-ю премию Ямамото Сюгоро за книгу «Наканива-но Дэкигото» (中庭の出来事), сложную историю о драматурге, пишущем пьесу о драматурге, которого убивают во время написания пьесы. В 2011[уточнить] году роман Онды «Юмэтигаи» (夢違) был экранизирован в 2012[уточнить] году.
В 2017 году стала лауреатом премии Наоки за книгу 2016 года «Мицубати то Энрай» (蜜蜂と遠雷), повествующую о международном конкурсе пианистов. «Мицубати то Энрай» также получила главный приз Japan Booksellers Award в 2017 году. После получения премии Наоки Онда посетила свой родной город Сендай и получила особую награду от мэра Эмико Окуямы.

## Произведения
- Rokubanme no Sayoko (六番目の小夜子), 1992
- Mokuyō kumikyoku (木曜組曲), 1999
- Nebārando (ネバーランド, Neverland) 2000
- Q&A, Gentosha, 2004
- Yoru no pikunikku (夜のピクニック, Nighttime Picnic), 2004
- Yujinia (ユージニア, Eugenia), 2005
- Nakaniwa no dekigoto (中庭の出来事, The Incident in the Courtyard), 2006
- Yumechigai (夢違), 2011,
- Mitsubachi to enrai (蜜蜂と遠雷) 2016

## Награды
- 2005 — 26-я премия Ёсикавы Эйдзи
- 2005 — 2-й главный приз Japan Booksellers' Award
- 2006 — 59-я премия Mystery Writers of Japan Award
- 2007 — 20-я премия Ямамото Сюгоро[
- 2017 — 156-я премия Наоки (2016下)
- 2017 — 14-я премия Japan Booksellers' Award